# Hustopeče
Hustopeče (tjekkisk udtale: [ˈɦustopɛtʃɛ] ; tysk: Auspitz) er en by i distriktet  Břeclav i regionen Sydmæhren i Tjekkiet  med omkring 6.200 indbyggere. Det er kendt for frugt- og vindyrkning.
Byens navn er afledt af navnet på adelsmanden og den påståede grundlægger af Hustopeče, ved navn Úsopek.

## Geografi
Hustopeče ligger omkring 25 km nordvest for Břeclav og 28 km  syd for Brno. Den nordlige del af kommunens område ligger i den sydlige udkant af Ždánice-skoven, og den sydlige del ligger i Nedre Morava lavlandet. Byen ligger i den varmeste del af landet.

## Historie
Den første skriftlige omtale af Hustopeče er fra 1247. I det 13. århundrede blev området bosat af tyske kolonister, som bragte vindyrkning hertil. Det tyske navn Hustopeče Auspitz blev først dokumenteret i 1279.
Fra begyndelsen af det 14. århundrede til 1599 var Hustopeče ejet af Sankt Thomas Klosteret i Brno. Den fordelagtige beliggenhed på grænsen til tre lande gjorde Hustopeče til et vigtigt økonomisk centrum med markeder. I 1572 forfremmede kejser Maximilian 2. Hustopeče til en by. Fra 1599 til 1848 var Hustopeče huset Liechtensteins ejendom.
I 1531 kom anabaptister ledet af Jakob Hutter til byen fra Tyrol og Kärnten og grundlagde et Hutterit-samfund. Hustopeče blev centrum for mæhriske anabaptister.
Hustopeče blev hårdt beskadiget under Trediveårskrigen. I denne periode faldt arealet med vinmarker til 10 % af dets oprindelige tilstand. Vinfremstillingen kom dog gradvist igen, og i midten af 1700-tallet var Hustopeče den største vinavlerkommune i Mæhren. I 1726 oprettedes vinmagerlauget.
I 1756 etablerede piaristerne det første gymnasium her. Den 18. juli 1894 fik Hustopeče adgang til en lokal jernbane,  - en forgreningslinje til Šakvice og jernbanen fra Wien til Prag. Indtil 1918 var Auspitz – Hustopeče en del af det østrigske monarki (på østrigsk side efter kompromiset i 1867), i distriktet med samme navn, og en af de 34 Bezirkshauptmannschaften i det cisleitanske markgrevskab i Mähren. Ifølge folketællingen fra 1910 var de fleste af dens indbyggere etniske tyskere.
Efter 1. verdenskrig og opløsningen af Østrig-Ungarn gjorde den nyoprettede republik Tysk-Østrig krav på store dele af den sydmæhriske region; ikke desto mindre blev Hustopeče og dets omgivelser ifølge Saint-Germain-traktaten fra 1919 en del af den Første Tjekkoslovakiske Republik. Efter München-aftalen i 1938 blev den besat af Nazityskland og indlemmet i Reichsgau Niederdonau som en af kommunerne i Sudeterland. Efter 2. verdenskrig vendte Hustopeče tilbage til Tjekkoslovakiet, og den resterende tysktalende befolkning blev fordrevet i henhold til Beneš-dekreterne.